# Правоохранительные органы Грузии

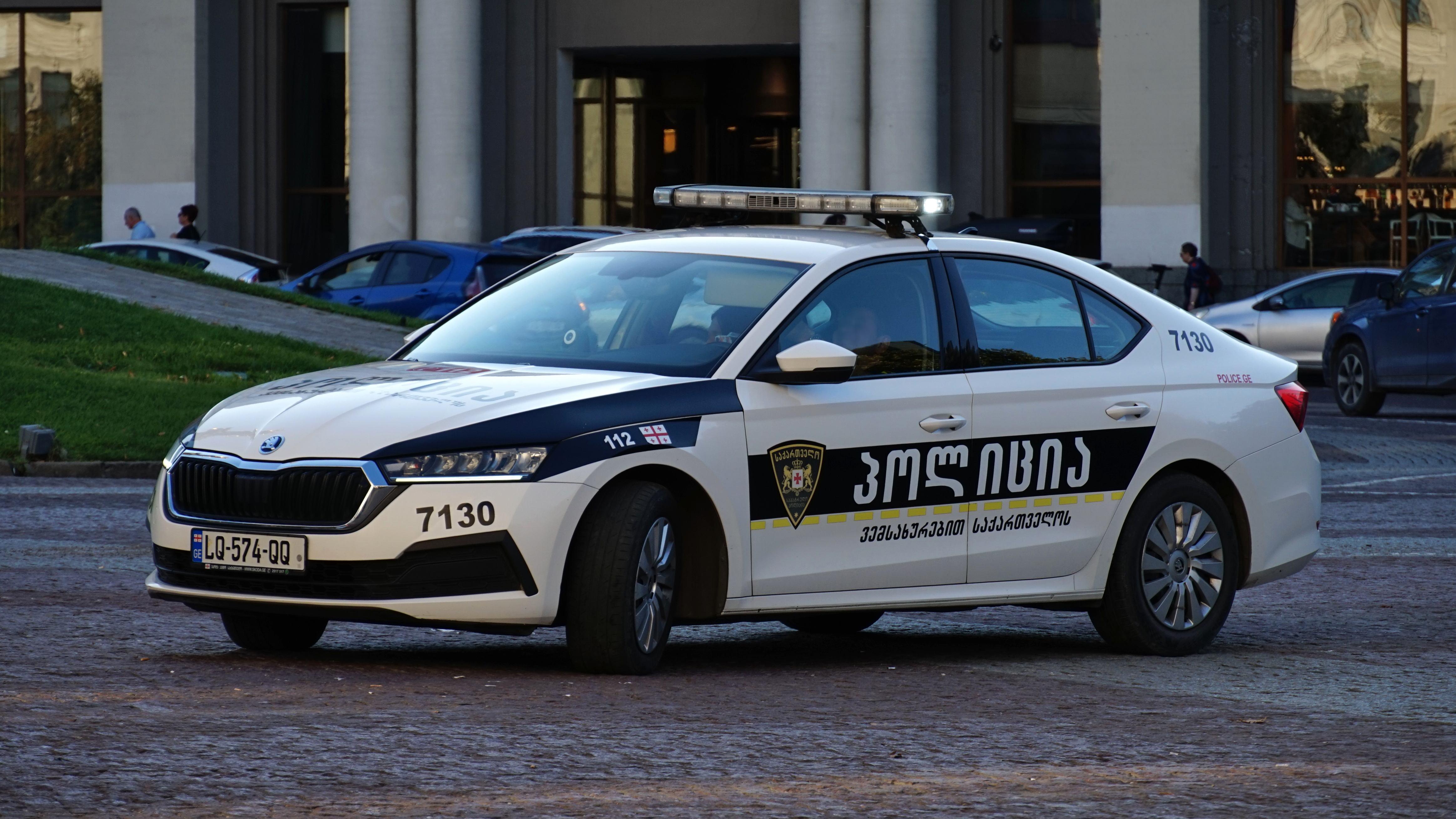
Патрульная машина грузинской полиции Škoda Octavia IV.

Охрана правопорядка в Грузии осуществляется Министерством внутренних дел Грузии. В настоящее время в структуре правопорядка числится более 42 тысяч сотрудников полиции.  Главной составной частью правоохранительных органов является
Патрульная полиция Грузии.

## История

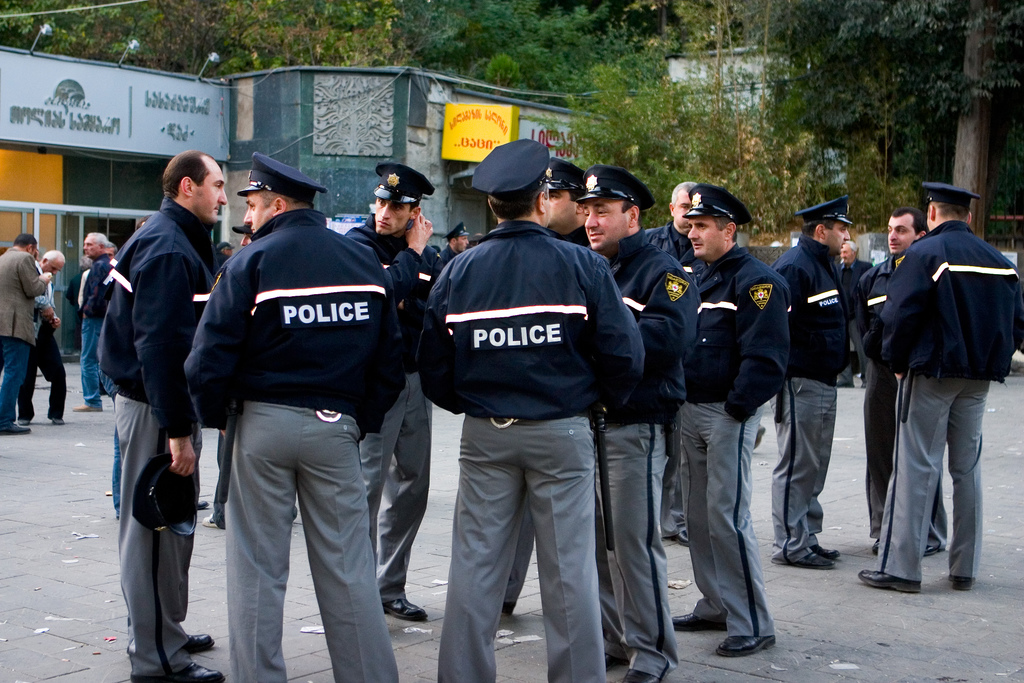
Грузинские полицейские в Тбилиси в ноябре 2007 года.

В 2004 году грузинская полиция ввела в действие телефон экстренной связи 022. С 2017 года с полицией Грузии можно связаться по номеру 112.

### Реструктуризация
В середине 2000-х годов Департамент патрульной полиции МВД Грузии претерпел коренную трансформацию. В 2005 году президент Грузии Михаил Саакашвили уволил «всю дорожную полицию» Национальной полиции Грузии из-за коррупции, то есть около 30 000 сотрудников полиции.
Новое подразделение было построена вокруг новобранцев. Бюро по международным делам о наркотиках и правоохранительной деятельности Государственного департамента США оказало помощь в проведении тренингов. Новые патрули впервые были введены летом 2005 года.
Во время реформы полицейским были выданы новые автомобили Volkswagen и тёмно-синяя форма с надписью «Police» на спине. Было изменено и вооружение полиции: израильские пистолеты Jericho-941SFL вместо советских ПМ.
Группа по обучению сотрудников иммиграционной службы Грузии (GIETVU) работает над совершенствованием методов обучения сотрудников иммиграционной службы.
В 2009 году Госдепартамент США запустил Международную программу Государственного департамента по борьбе с наркотиками и правоохранительным органам «Программа обмена между Грузией и Джорджией», в рамках которой грузинские полицейские проходят учебные курсы в штате Джорджия. В июне Соединенные Штаты выделили на эти курсы 20 миллионов долларов.